# 喜撰

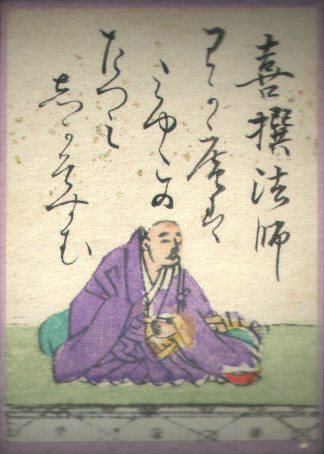
喜撰法師（百人一首より）

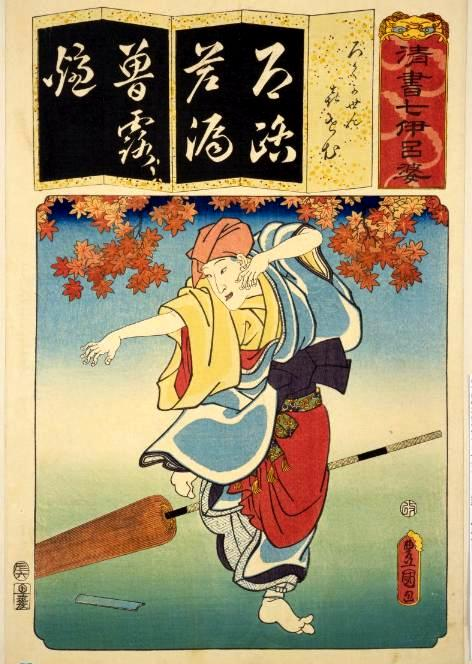
歌舞伎舞踊の喜撰

喜撰（きせん、生没年不詳）は、平安時代前期の真言宗の僧・歌人。六歌仙の1人。窺仙・窺詮・基泉・喜泉などの表記もあるが、それらは別人を指すという説もある。

## 概要
『古今和歌集』仮名序・真名序・同集に収める一首（後述）から宇治山に隠棲した僧侶であったことが分かるが、仮名序自体が「よめるうた、おほくきこえねば、かれこれをかよはしてよくしらず。」とするように確実な詠歌は一首のみでその他の経歴は一切不明。鎌倉時代の『無名抄』も、わずかに宇治山の御室戸の奥二十余丁のところに住んだと伝えるのみである。現地には今も喜撰洞という小さな洞窟が山腹に残る。
後世の伝承では山城国乙訓郡の生まれとされ、出家後に醍醐山へと入りはじめは醍醐法師といったが後に宇治山に隠棲しやがて仙人に変じたといわれる。出自も不明確で桓武天皇の後裔とも、橘諸兄の孫で橘奈良麻呂の子とも、橘奈良麻呂の孫で周防守良殖の子とも、紀名虎の子ともいわれる。
高崎正秀は「喜撰」とは「紀仙」、すなわち紀氏の仙人を意味するという説を示している。なお「喜撰」の名は、紀貫之の変名という説もある。
歌学書『倭歌作式』（一名『喜撰式』）の作者とも伝えられるが、今日では平安時代後期の偽書（仮託書）と見られている。

## 詠歌
- わが庵は都の辰巳しかぞすむ世を宇治山と人はいふなり（古今和歌集983。また小倉百人一首 8番）

確実な詠歌は上記一首のみで、以下の歌は喜撰の作であるか疑わしい。
- 木の間より見ゆるは谷の蛍かもいさりに海人の海へ行くかも（玉葉和歌集400。また孫姫式）
- けがれたるたぶさは触れじ極楽の西の風ふく秋のはつ花（樹下集）